# Птерокарпус
Птерока́рпус, также падук, крылоплодник (лат. Pterocárpus), — пантропический род деревьев семейства Бобовые (Fabaceae).
Научное название рода представляет собой латинизированное древнегреческое слово, означающее «крылатый плод», что напоминает о необычной форме плодов растений этого рода.

## Применение

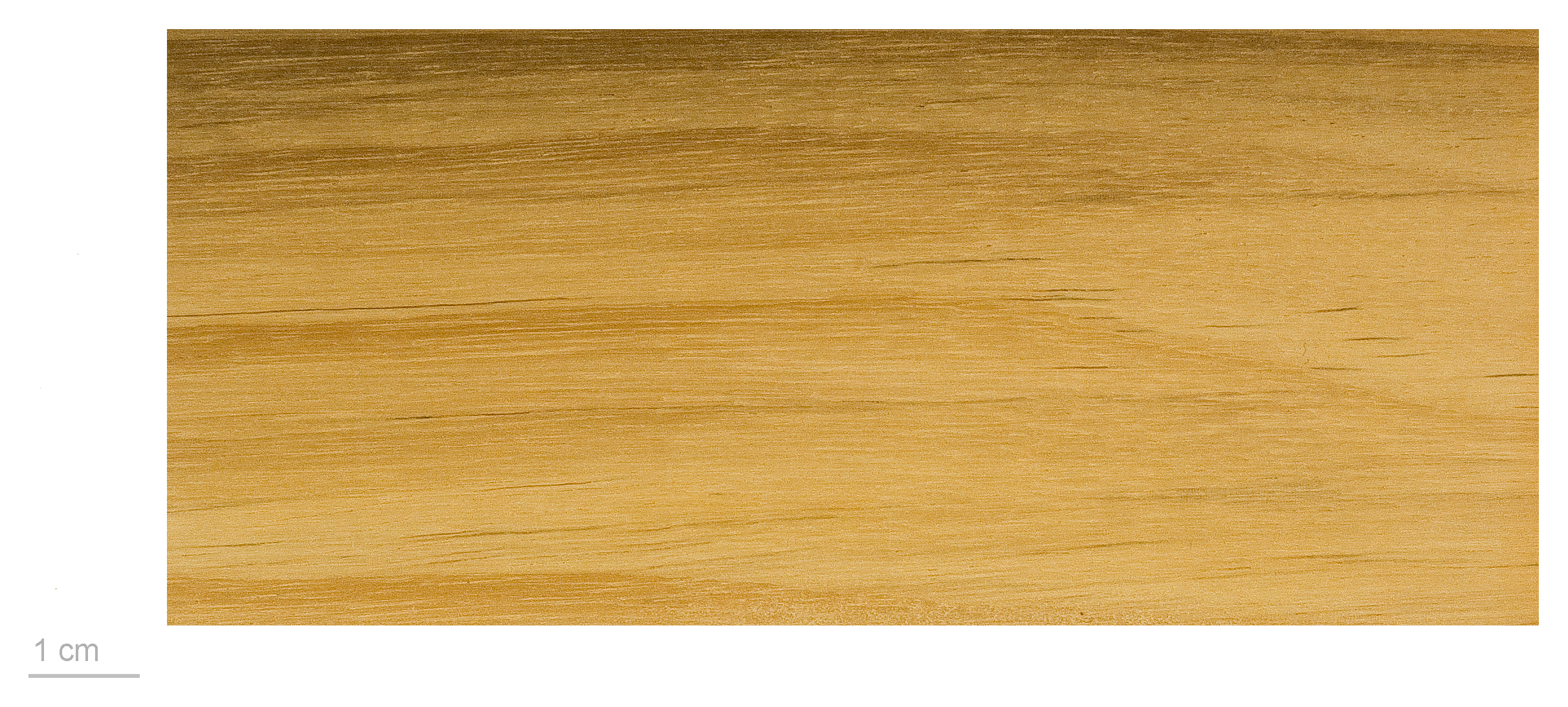
Древесина Pterocarpus officinalis

Широкое применение находит древесина некоторых видов птерокарпуса под названием падук.
Некоторые виды птерокарпуса, в том числе Pterocarpus soyauxii, используются в народной медицине, например, для лечения от кожных паразитов и грибковых инфекций.

## Виды
В настоящее время признаётся существование 35 видов птерокарпуса:
- Pterocarpus acapulcensis Rose
- Pterocarpus acuminatus (Graham in Wallich) Kuntze
- Pterocarpus albopubescens Hauman
- Pterocarpus amazonum (Benth.) Amshoff
- Pterocarpus amoenus (Wall.) Kuntze
- Pterocarpus angolensis DC.
- Pterocarpus antunesii (Taub.) Harms
- Pterocarpus brenanii Barbosa & Torre
- Pterocarpus brevipes (Baker) Kuntze
- Pterocarpus chinensis (Benth.) Kuntze
- Pterocarpus claessensii De Wild.
- Pterocarpus cumingii (Benth.) Kuntze
- Pterocarpus cuneifolius (Graham) Kuntze
- Pterocarpus dalbergioides DC. — андаманский падук, или андаманское красное дерево, или индийское махагони
- Pterocarpus discolor (Benth.) Kuntze
- Pterocarpus echinatus Pers.
- Pterocarpus elegans (Graham) Kuntze
- Pterocarpus erinaceus Poir. — Птерокарпус ежовый, или мунинга, или барвуд
- Pterocarpus ferrugineus (Roxb.) Kuntze
- Pterocarpus forstenianus (Blume ex Miq.) Kuntze
- Pterocarpus gilletii De Wild.
- Pterocarpus grandifolius (Graham) Kuntze
- Pterocarpus heyneanus (Graham) Kuntze
- Pterocarpus hockii De Wild.
- Pterocarpus homblei De Wild.
- Pterocarpus indicus Willd. — Птерокарпус индийский, или Сандал индийский, или падук пашу, или малайский падук
- Pterocarpus javanicus (Miq.) Kuntze
- Pterocarpus lucens Guill. & Perr.
- Pterocarpus macrocarpus Kurz — бирманский падук
- Pterocarpus macrolobus (Miq.) Kuntze
- Pterocarpus marsupium Roxb. — Птерокарпус мешковидный, или Птерокарпус сумчатый
- Pterocarpus michelianus N.Zamora
- Pterocarpus micropterus (Benth.) Kuntze
- Pterocarpus mildbraedii Harms
- Pterocarpus montanus (Benth.) Kuntze
- Pterocarpus multiflorus (Benth.) Kuntze
- Pterocarpus mutondo De Wild.
- Pterocarpus oblongus (Benth.) Kuntze
- Pterocarpus officinalis Jacq.
- Pterocarpus orbiculatus DC.
- Pterocarpus osun Craib
- Pterocarpus ovalifolius (Wight & Arn.) Kuntze
- Pterocarpus paniculatus (Benth.) Kuntze
- Pterocarpus parviflorus (Benth.) Kuntze
- Pterocarpus polyanthrus (Miq.) Kuntze
- Pterocarpus polyphyllus (Benth.) Kuntze
- Pterocarpus pubinervis (Benth.) Kuntze
- Pterocarpus pubipetalus (Miq.) Kuntze
- Pterocarpus pyrrothyrsus (Miq.) Kuntze
- Pterocarpus rohrii Vahl
- Pterocarpus rotundifolius (Sond.) Druce
- Pterocarpus santalinoides DC. — Птерокарпус сандалоподобный, или мутути
- Pterocarpus santalinus L.f. — Сандаловое дерево, или Птерокарпус сандаловый, или Красный сандал
- Pterocarpus scandens (Roxb.) Kuntze
- Pterocarpus secundus (Baker) Kuntze
- Pterocarpus soyauxii Taub. — Птерокарпус Сайаукса, или Африканский падук, или Коралловое дерево. Этот вид растений не следует путать с родом Эритрина (Erythrina), по отношению к которому иногда также используют название «Коралловое дерево».
- Pterocarpus spanogheanus (Blume ex Miq.) Kuntze
- Pterocarpus ternatus Rizzini
- Pterocarpus tessmannii Harms
- Pterocarpus tinctorius Welw.
- Pterocarpus trifoliatus (Lour.) Kuntze
- Pterocarpus velutinus De Wild.
- Pterocarpus villosus (Benth.) Benth.
- Pterocarpus violaceus Vogel
- Pterocarpus zehntneri Harms
- Pterocarpus zenkeri Harms